# Schefflera gjellerupii
Schefflera gjellerupii är en araliaväxtart som beskrevs av Hermann August Theodor Harms. Schefflera gjellerupii ingår i släktet Schefflera och familjen araliaväxter. Inga underarter finns listade.